# Gimnastika na Poletnih olimpijskih igrah 1896
Gimnastika na Poletnih olimpijskih igrah 1896. Tekmovanja so potekala v osmih disciplinah za moške med 9. in 11. aprilom 1896 v Atenah, udeležilo se jih je 71 telovadcev iz devetih držav.

## Dobitniki medalj
| Disciplina       | Zlato | Srebro                                                                                      | Bron                                                                                      |
| Drog             | Hermann Weingärtner (GER) | Alfred Flatow (GER)                                                                         |                                                                                           |
| Bradlja          | Alfred Flatow (GER) | Louis Zutter (SUI)                                                                          |                                                                                           |
| Konj z ročaji    | Louis Zutter (SUI) | Hermann Weingärtner (GER)                                                                   |                                                                                           |
| Krogi            | Ioannis Mitropoulos (GRE) | Hermann Weingärtner (GER)                                                                   | Petros Persakis (GRE)                                                                     |
| Plezanje po vrvi | Nikolaos Andriakopoulos (GRE) | Thomas Xenakis (GRE)                                                                        | Fritz Hofmann (GER)                                                                       |
| Preskok          | Carl Schuhmann (GER) | Louis Zutter (SUI)                                                                          | Hermann Weingärtner (GER)                                                                 |
| Bradlja ekipno   | Nemčija · Konrad Böcker · Alfred Flatow · Gustav Flatow · Georg Hillmar · Fritz Hofmann · Fritz Manteuffel · Karl Neukirch · Richard Röstel · Gustav Schuft · Carl Schuhmann · Hermann Weingärtner | Grčija · Nikolaos Andriakopoulos · Spyros Athanasopoulos · Petros Persakis · Thomas Xenakis | Grčija · Ioannis Chrysafis · Ioannis Mitropoulos · Dimitrios Loundras · Filippos Karvelas |
| Drog ekipno      | Nemčija · Konrad Böcker · Alfred Flatow · Gustav Flatow · Georg Hillmar · Fritz Hofmann · Fritz Manteuffel · Karl Neukirch · Richard Röstel · Gustav Schuft · Carl Schuhmann · Hermann Weingärtner |                                                                                             |                                                                                           |

## Medalje po državah
| Poz | Država  | Zlato | Srebro | Bron | Skupaj |
| 1   | Nemčija | 5     | 3      | 2    | 10     |
| 2   | Grčija  | 2     | 2      | 2    | 6      |
| 3   | Švica   | 1     | 2      | 0    | 3      |

## Zastopane države
- Bolgarija (1)
- Danska (1)
- Francija (1)
- Nemčija (11)
- Združeno kraljestvo (1)
- Grčija (52)
- Madžarska (2)
- Švedska (1)
- Švica (1)